# Van Helsing (Film)
Van Helsing ist ein US-amerikanischer Mystery-Horrorfilm von Regisseur Stephen Sommers aus dem Jahr 2004, in dem die gleichnamige Figur erstmals die Hauptrolle spielt. Van Helsing wird vom Vatikan beauftragt, das Leben der Prinzessin Anna Valerious zu beschützen und sie bei der Vernichtung des Grafen Dracula zu unterstützen, der ihr Land terrorisiert.

## Handlung
Der Film beginnt mit Dr. Frankensteins neuestem Projekt: einem künstlich geschaffenen Mann. Der rumänische Graf Dracula will das Monster für bestimmte Zwecke nutzen, was der Doktor ihm verweigert. Daraufhin tötet Dracula den Doktor, und das Monster erwacht aus seinem Schlaf. Es bringt den toten Körper Frankensteins in eine nahegelegene Mühle, die daraufhin von den Dorfbewohnern angezündet wird. Die Mühle bricht mit dem Monster in Flammen zusammen, bevor Dracula und seine Bräute die Mühle erreichen.
Nachdem der in ganz Europa steckbrieflich gesuchte Van Helsing im Auftrag des Vatikans in Paris Dr. Jekyll / Mr. Hyde in seinem Treiben aufgehalten hat, wird er mit einem neuen Auftrag nach Transsylvanien geschickt. Besonders interessant ist diese Aufgabe für Van Helsing, da sie mit seiner eigenen Vergangenheit zusammenhängen könnte, die er vollständig vergessen hat. Er soll die letzten Nachfahren der Familie Valerious schützen, die seit Generationen gegen Graf Dracula kämpft. Es sind allerdings nur noch zwei Familienmitglieder übrig: Anna Valerious und ihr Bruder Velkan. In Transsylvanien angekommen, verbündet er sich mit der zuerst sehr misstrauischen Anna, deren Bruder kurz zuvor bei einer Werwolfsjagd verunglückt ist. Erst nachdem Van Helsing sie vor einem Angriff der drei Bräute Draculas gerettet und eine von ihnen (Marishka) getötet hat, willigt Anna in das Bündnis ein.
Annas Bruder wurde auf der Jagd von dem Werwolf gebissen, weshalb er sich bei Mondlicht in einen solchen verwandelt. Er kommt zu Anna in das Schloss Valerious und will ihr etwas mitteilen. Bevor er jedoch dazu kommt, verwandelt er sich. Van Helsing kommt Anna zu Hilfe und verfolgt ihren Bruder durch das ganze Dorf, bis der Werwolf schließlich entkommt, weil Anna Van Helsing davon abhält, ihn umzubringen. Sie sieht in dem Werwolf immer noch ihren Bruder.
Frankensteins Monster wird von Dracula für seine Versuche gesucht. Als Van Helsing und Dracula sich erstmals begegnen, nennt Dracula Van Helsing Gabriel, später wird Van Helsing als linke Hand Gottes beschrieben, was den Verdacht aufwirft, er könnte der Erzengel Gabriel sein. Außerdem erfährt Van Helsing, dass Graf Dracula 1422 geboren und 1462 von ihm getötet wurde.
Van Helsing, Anna und Van Helsings Gefährte Carl, ein Ordensbruder, finden Frankensteins Monster in der eingestürzten Mühle und schaffen es durch einen Trick, das Monster vor Dracula zu retten und eine Braut des Vampirs zu töten. Beim Kampf mit Annas Bruder wird Van Helsing gebissen. Er wird nun selbst langsam zu einem Werwolf. Doch die letzte Braut entführt Anna und teilt Van Helsing mit, dass Graf Dracula Anna im Tausch gegen Frankensteins Monster freilassen würde. Van Helsing betäubt das Monster mit einem Blasrohrpfeil und eilt mit dem Mönch zu Dracula nach Budapest, um Anna zu retten.
Anna, unter Trance stehend und sich nicht gegen Dracula wehrend, tanzt mit ihm in einem Ballsaal voller Menschen. Er will sie zu seiner Braut machen, da er weiß, dass Van Helsing ihm nicht Frankensteins Monster bringen wird und er nur noch eine einzige Braut hat. Doch bevor Dracula Anna beißen kann, rettet Van Helsing sie. Draculas Diener haben in dieser Zeit Frankensteins Monster gefangen genommen, der von Van Helsing versteckt wurde. Dracula lässt die Ballbesucher, die in Wirklichkeit Vampire sind, auf Van Helsing, Anna und Carl los. Diese entkommen durch ein Fenster, als Carl eine seiner neuesten Erfindungen, eine Kugel mit künstlich erzeugtem Licht, eher zufällig einsetzt. Die Vampire sterben durch das grelle, sonnenähnliche Licht. Van Helsing versucht, Frankensteins Monster zu retten, kommt jedoch zu spät. Kurz darauf beginnt er, ein Werwolf zu werden.
Nachdem Frankensteins Monster in die Hände Draculas geraten ist, versucht Dracula, seine Kinder, die wegen des Vampirismus der Eltern Totgeburten sind, zum Leben zu erwecken. Alle vorherigen Experimente, zu denen sie Annas Vater und ihren Bruder benutzt hatten, sind gescheitert, doch diesmal soll es gelingen.
Inzwischen suchen Van Helsing und Anna Draculas Schloss. Sie finden es in einer verschneiten Bergwelt, indem sie durch einen Spiegel treten.
Bei dem Kampf zwischen Dracula und Van Helsing verwandelt sich Van Helsing vollständig in einen Werwolf, was die einzige Möglichkeit ist, Dracula zu besiegen. Er tötet Dracula, indem er ihm die Kehle durchbeißt.
Währenddessen hat Anna, nachdem sie die letzte der Bräute getötet hat, ein geheimes Gegenmittel gegen die Verwandlung gefunden, das Dracula besaß, um angreifende Werwölfe unschädlich zu machen. Anna eilt damit zu Van Helsing. Der stürzt sich auf sie. Der Ordensbruder kommt hinzu und will Van Helsing mit einem Silberpflock töten, was ihm dieser zuvor befohlen hatte für den Fall, dass Anna zu spät kommen sollte. Doch er bemerkt rechtzeitig, dass Anna Van Helsing das Antiserum verabreicht hat. Anna wurde jedoch von Van Helsing als Werwolf durch dessen Gewicht erschlagen.
Die letzte Valerious ist tot, aber da Dracula vorher schon umkam, können die längst verstorbenen Generationen der Familie Valerious endlich in den Himmel. Van Helsing verbrennt Annas Körper an der Küste, da sie nie das Meer gesehen hatte. Dabei sieht Van Helsing Annas Geist vereint mit ihrer Familie und verabschiedet sich von ihr. Während das Monster den Seeweg wählt, reitet er mit Carl zurück nach Rom, bereit, den nächsten Auftrag entgegenzunehmen.

## Hintergrund
- Der Film greift Bram Stokers Buchvorlage sehr eigenwillig auf und mengt weitere Geschichten wie die von Frankensteins Monster, Dr. Jekyll und Mr. Hyde oder dem Werwolf in die Handlung. Die Szene, bei der Van Helsing vor dem Einsatz im Vatikan mit verschiedenen Waffen ausgerüstet wird, erinnert sehr an entsprechende Sequenzen aus James-Bond-Filmen unter Mitwirkung von Q. Bei dem Ball im Schloss assoziiert man unwillkürlich die entsprechende Veranstaltung aus dem Film Tanz der Vampire.
- Am 14. Mai 2004 erschien in Deutschland das Actionspiel Van Helsing für die PlayStation 2 und die Xbox. Van Helsing wurde von Vivendi entwickelt und war eine Videospiel-Umsetzung mit offizieller Lizenz. Das Spiel wurde (anders als der Film) von Kritikern positiv aufgenommen.
- Die historische Vorlage für Van Helsing ist Gerard van Swieten, der als Aufklärer gegen den „Aberglauben“, insbesondere im Fall der Vampire galt und von der österreichischen Kaiserin Maria Theresia 1755 nach Mähren entsandt wurde, um die dortige Vampirlage zu klären.

## Kritiken
Holger Kreitling schrieb in der Zeitung Die Welt vom 6. Mai 2004, der Film sei „blöde“ und wirke „synthetisch“. Der Kritiker bezeichnete ihn als „flinken Riesenmist“ und „gotischen Prachtquatsch“, in dem „ein Sammelsurium“ der „Werbe-Ikonen, Trivialhülsen, Actionschurken und Comicfiguren“ „über die Leinwand rast“. Der Film „verschwende“ die digitalen Spezialeffekte, statt sie zu „verwenden“.

„In imposanten Kulissen, aber mit eher mageren Spezialeffekten inszenierte Sommers eine lieblose Videospiel-Version der alten Legenden. Dabei ignorierte er die Gesetze des Genres: Wenn Dracula selbst am Tag nach jungen Mädchenhälsen giert, hinterlässt das nicht nur bei Bela-Lugosi-Fans einen bitteren Nachgeschmack. […] Neben solchen Mythenvergewaltigungen verzichtete er zudem auf eine Charakterisierung der Figuren: Der Grund für Van Helsings manischen Jagdwahn bleibt ebenso verborgen wie seine Vergangenheit. […] Optisches Highlight sind die sexy Satansweiber des Vampirfürsten: Mit Wonne fliegen diese umher wie Fledermäuse auf Ecstasy – bis Van Helsings Pfeile durch die Luft surren. Das Herz des Zuschauers treffen die aber nicht. Fazit: Actionüberladener Monsterreigen, der trotz eindrucksvoller Optik nur an der Oberfläche bleibt.“

„Mit diesem Filmvehikel outet sich Stephen Sommers (The Mummy) als unfähiger Regisseur und Drehbuchautor, der nicht weiß, wann Schluss ist. Denn Van Helsing ist nicht mehr als eine Aneinanderreihung von schlechten Special Effects, gepaart mit dummen Witzen und Dialogen, die an Lächerlichkeit nicht mehr zu überbieten sind.“

„Menschliche und monströse Seiten zeigt der Film, und zwar sowohl bei den Jägern als auch ihrer Beute, bettet coole Actionsequenzen in eine Story ein, die Geheimnisse enthüllt und den Fluch des Bösen auch dort wirken lässt, wo man ihn nicht vermutet.“

„‚Van Helsing‘, das neueste Produkt aus den Blockbuster-Laboratorien Hollywoods, ist in jeglicher Hinsicht ein Gruselfilm geworden. Gruselig, weil dieses Paradebeispiel postmoderner Plünderung und Vergewaltigung klassischer Literatur- und Filmstoffe so ziemlich alles falsch macht, was ein Film nur falsch machen kann, und einen wirklich traurigen Höhepunkt in der Reihe all jener Streifen darstellt, die einen Mangel an erzählerischem Inhalt mit immer mehr Donnergetöse an Action, Ausstattungsbombast und Special Effects zu kompensieren versuchen.“

„Lebloser Versuch des Universal-Studios, seine erfolgreichen Horrorgestalten aus den 1930er-Jahren in einem modernen Erfolgsfilm zu vereinen. Der austauschbar-beliebige Actionfilm entfaltet nur wenig interessante Charakteren, während ihm die Handlung nur als Anlass für eher bescheidene digitale Effekte dient, die dem Film den letzten Rest an Überzeugungskraft rauben.“

Ursula Vossen urteilte in Reclams Filmgenres-Reihe, dass es „eine krude Geschichte mit vielen Ungereimtheiten und unlogischen Momenten“ sei. „Wie ein Blutsauger bedient sich Sommers des Horrorkinos, ohne dem Genre durch die Multiplizierung der klassischen Horrorprotagonisten neue Impulse zu verleihen.“ Die Spezialeffekte wirkten angesichts der Produktionskosten „oft erstaunlich billig“, für die die Szenen in Notre-Dame wird die Tricktechnik als „fast schon plump“ bezeichnet. Auch der Endkampf leide darunter, dass man zu deutlich sehe, dass es sich um „zwei rein digital generierte Monster“ handelt. Auch die Welt Transsylvaniens bleibt im Film „seltsam blass“, denn Sommers finde keine eigene Ästhetik. Negativ wurde auch die Darstellung Draculas als „tuntig-manierierten Grafen im Blixa-Bargeld-Stil mit Dekadenz-Anwandlungen“ gesehen, diese sei „keine konsequente Fortsetzung der melancholisch-todessehnsüchtigen Interpretation des Blutsaugers“ in Werner Herzogs Nosferatu – Phantom der Nacht von 1979, „sondern eine larmoyante Persiflage“. Der Film ist für Vossen dabei auch aussagekräftig hinsichtlich des Genres insgesamt, sie sieht mit Van Helsing den Horrorfilm nun „an einer Wegscheide angelangt“, es zeige sich eine „deutliche Erschöpfung und Einfallslosigkeit, wenn man nicht sogar Anzeichen eines erneuten Niedergangs ausmachen möchte.“ Allerdings schrieb Vossen dem Film hohe Vermarktungschancen zu: „Das Franchise-Potential dieses coolen Abenteuer-Cowboys im Gothic-Look ist unübersehbar, so dass die Fortsetzung nicht lange auf sich warten lassen wird.“
Die Deutsche Film- und Medienbewertung FBW in Wiesbaden verlieh dem Film das Prädikat „wertvoll“. Wegen „seine Vielzahl augenzwinkernder Film-Zitate aus anderen Werken des Genres“ handle es sich um ein „visuelles Vergnügen“ für den Betrachter. „Der Verlauf der Geschichte entbehrt zuweilen narrativer Logik, doch dies ist wohl auch nicht das Anliegen des Films.“

## Deutsche Synchronfassung
Die deutsche Synchronbearbeitung entstand bei Iyuno Germany in Berlin. Tobias Meister schrieb das Dialogbuch und führte Dialogregie.
| Darsteller        | Deutscher Sprecher       | Rolle                              |
| ----------------- | ------------------------ | ---------------------------------- |
| Hugh Jackman      | Thomas Nero Wolff        | Van Helsing                        |
| Richard Roxburgh  | Leon Boden               | Graf Vladislaus Draculèa / Dracula |
| Elena Anaya       | Natascha Petz            | Aleera                             |
| Will Kemp         | Sven Hasper              | Velkan Valerious                   |
| Kate Beckinsale   | Judith Brandt            | Anna Valerious                     |
| David Wenham      | Michael Pan              | Carl                               |
| Samuel West       | Hans-Jürgen Dittberner   | Dr. Victor Frankenstein            |
| Shuler Hensley    | Detlef Bierstedt         | Frankensteins Monster              |
| Kevin J. O’Connor | Thomas Petruo            | Igor                               |
| Alun Armstrong    | Klaus Jepsen             | Kardinal Jinette                   |
| Josie Maran       | Claudia Urbschat-Mingues | Marishka                           |
| Silvia Colloca    | Andrea Solter            | Verona                             |
| Robbie Coltrane   | Horst Lampe              | Mr. Edward Hyde                    |